# نهر أدابار
أدابار هو نهر يتدفق في ضاحية ناغاباتنم بولاية تاميل نادو الهندية .